# دارتموث (ماساتشوستس)
داشر (ماساتشوستس) (بالإنجليزية: Dartmouth, Massachusetts)‏ هي مدينة تقع في الولايات المتحدة في مقاطعة بريستول (ماساشوستس). يقدر عدد سكانها بـ 34,032 نسمة ومساحتها 252.6 كم2 ووترتفع عن سطح البحر 38 متر.

## المدن التوأمة
مدينة Povoação هي مدينة توأمة لدارتموث (ماساتشوستس).

## أعلام
- هنري هاولاند كرابو
- بيل هوبز
- بنجامين تاكر
- آرثر لونش
- بيت سوزا